# Rhoda Kadalie
Rhoda Kadalie (Kaapstad, 22 september 1953 – Los Angeles, 16 april 2022) was een Zuid-Afrikaans mensenrechtenactiviste, feministe en journaliste.

## Biografie
Kadalie woonde als kind in District Zes van Kaapstad en in Mowbray. Vanwege de wet van 1951 (die Mowbray tot blank woongebied verklaarde) is zij in Athlone op de Harold Cressy High School naar school gegaan. Hier vernam zij dat haar grootvader Clements Kadalie een bekende vakbondsleider was.
Van 1976 tot 1995 werkte ze als wetenschapper aan de Universiteit van Wes-Kaapland en was er medeoprichtster van de Gender Equity Unit. Zij was een activiste tegen de apartheid en de achterstelling van vrouwen aan de universiteit. Zij is daar betrokken geraakt bij de Suid-Afrikaanse Studenteorganisasie SASO en de zwarte bewustzijnsbeweging. In het ANC stond zij bekend als "that little revolutionary" omdat zij feministische eisen stelde waar liever niet over gepraat werd.
Kadalie schreef rubrieken voor de Afrikaanstalige tijdschriften die Burger/netwerk24 en Maroela Media.
Tijdens de regering van president Mandela was Kadalie lid van de Zuid-Afrikaanse mensenrechtencommissie. Vanaf 1999 was zij directeur van het Impumelelo-centrum voor Sociale Innovatie, een organisatie die publiek-private samenwerkingsverbanden in arme gemeenschappen steunt.
In juni 1999 ontving ze een eredoctoraat van de faculteit Sociale Wetenschappen van de universiteit van Uppsala in Zweden.
Tijdens de verkiezingen van 2011 verklaarde zij dat zij "teësinnig" (met tegenzin) op de DA stemde. In 2016 verklaarde zij zich tegen het steeds verder terugdringen van haar moedertaal, het Afrikaans:

Die kwessie dat universiteite dit ernstig oorweeg om Afrikaans se vlam te blus ter wille van 'n minderheidsgroep Afrikastudente is nie net akademies kortsigtig nie, maar ook uiters neerbuigend teenoor swart mense.

Kadalie leed aan longkanker en overleed op 68-jarige leeftijd.
- International Standard Name Identifier: 0000 0000 3408 6878
- Library of Congress Control Number: n98901593
- Nationale Bibliotheek van Israël: 987007597569305171
- Système universitaire de documentation: 261865943
- Virtual International Authority File: 63332003